# Jan Švankmajer

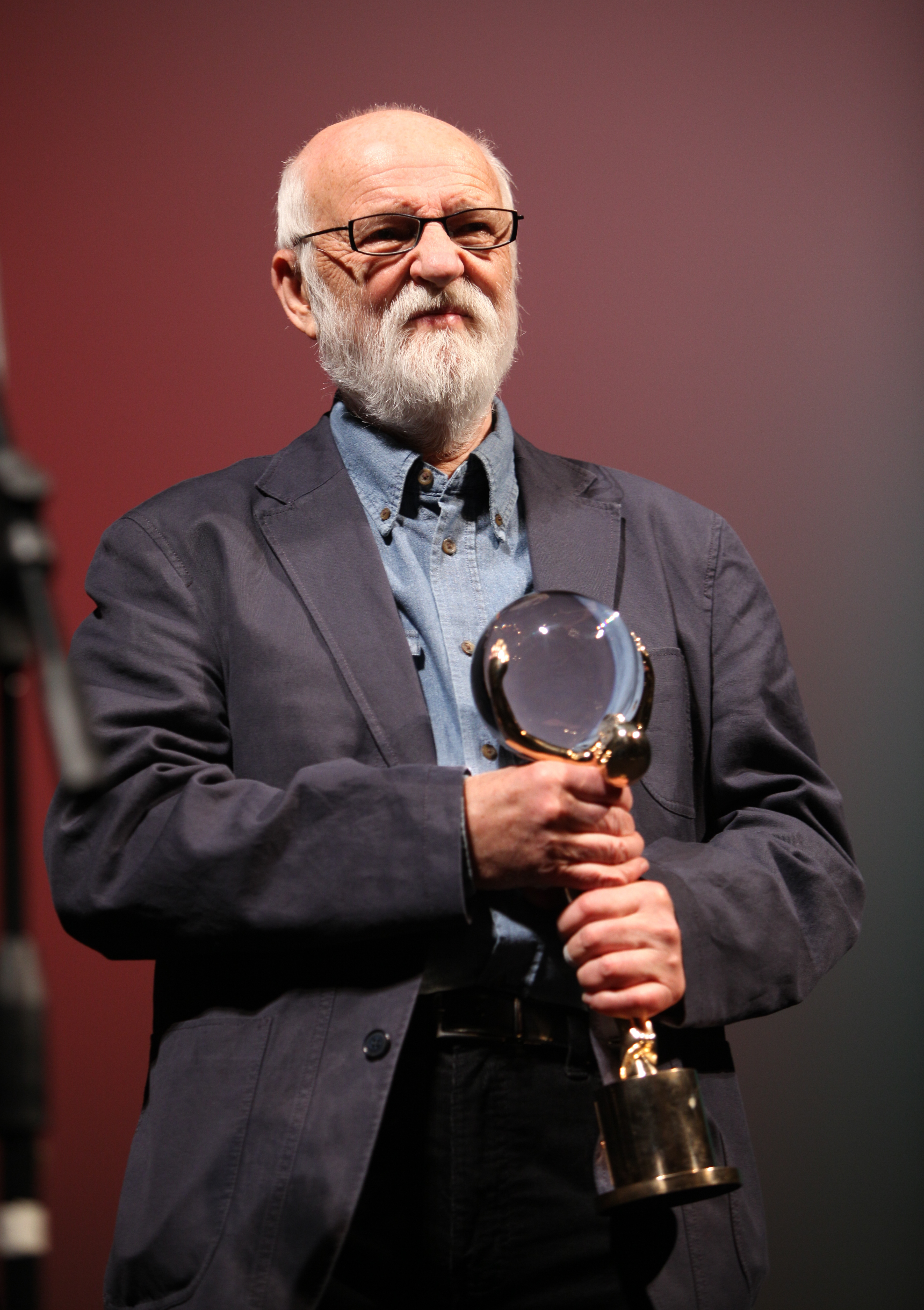
Jan Švankmajer (2009)

Jan Švankmajer (* 4. September 1934 in Prag) ist ein tschechischer surrealistischer Filmemacher, Poet, Zeichner und Objektkünstler. Durch seine surrealistischen Animationen und Filme wurde er weltweit bekannt. Künstler wie Tim Burton, Terry Gilliam und andere sind von Švankmajers Arbeiten stark beeinflusst.

## Leben
Švankmajer studierte zunächst von 1950 bis 1954 an der Hochschule für Kunstgewerbe und von 1954 bis 1958 an der Theaterfakultät der Akademie der Musischen Künste in Prag (DAMU) – Fachrichtung Marionettentheater. Im Jahr 1970 lernte er seine spätere Frau, die surrealistische Malerin Eva Dvořáková, und den Organisator und Theoretiker der tschechischen Surrealisten-Gruppe, Vratislav Effenberger, kennen. Dieser Gruppe ist er auch beigetreten. Durch Alfréd Radok und die Laterna magika kam er zum Film. Sein erster Film war 1964 Der letzte Trick des Herrn Schwarzewald und des Herrn Edgar. Von 1973 bis 1980 war er mit einem Berufsverbot belegt, weil er angeblich politische Botschaften in seinen Kurzfilm Leonardův deník (1972, deutsch Leonardos Tagebuch) geschnitten hatte. Dennoch produzierte er in diesem Zeitraum Filme, die jedoch nur im Ausland zu sehen waren. Er befasste sich in dieser Zeit mit seiner Frau zunehmend mit der bildenden Kunst und der Poesie. Im Jahr 1981 kaufte Švankmajer das Schloss Horní Staňkov in Hlavňovice und richtete darin ein Atelier ein. Seit 1992 lebt er in Knovíz im Okres Kladno. In seinem Wohnhaus in einem ehemaligen Kino befindet sich auch seine Filmproduktionsgesellschaft Athanor.

## Werk
Švankmajer verdankt sein Ansehen der von ihm über Jahrzehnte hinweg entwickelten Stop-Motion-Technik sowie seinem Talent für surreale, albtraumhafte, aber dennoch humorvolle Filme. Er produziert gegenwärtig in Prag. Zwischen 1964 und 2005 hat er insgesamt rund 30 Filme in einer Länge von 20 Sekunden bis 95 Minuten produziert, wovon der größte Teil animiert ist. Im Jahr 2005 erschien sein Film Šílení, ein Gruselfilm nach Edgar Allan Poe und Marquis De Sade – zwei Autoren, deren Einfluss sich bereits in früheren Arbeiten Švankmajers niedergeschlagen hatte.
Zu Švankmajers Markenzeichen zählt der Einsatz schnell aufbereiteter Bilder und stark übertriebener Klänge, die in allen Szenen, in denen gegessen wird, einen sehr eigentümlichen Effekt hervorrufen. Das Gehen von Personen und ihr Interagieren wird häufig durch Zeitraffer verfremdet. Mit Hilfe seiner Stop-Motion-Technik werden unbelebte Dinge oft lebendig; diese Technik nutzt Švankmajer in allen seinen Filmen. In einigen seiner Werke, unter anderem dem Film Alice von 1988 und dem Kurzfilm Leonardos Tagebuch, kombiniert er die Stop-Motion-Technik mit echten Filmaufnahmen.
Weitere Merkmale sind das Mischen von toten und lebendigen Materialien sowie von Real- und Animationssequenzen, aber auch der Einsatz maßstabsgetreuer Puppen, Tieren, Collagen, gemalten Animationen und den Materialien Ton, Wasser und Stein. Das Thema seiner Arbeit ist das Abstreifen von Ängsten, die Hauptquellen seines Schaffens sind Kindheitserlebnisse, der Traum, die Erotik und die mythische Vergangenheit Prags. Viele seiner Filme, wie beispielsweise Do pivnice (1983), nutzen die Perspektive eines Kindes, während sie oftmals gleichzeitig von beunruhigender und sogar aggressiver Natur sind.
Švankmajer erhielt 30 Preise und Auszeichnungen. Seine bekanntesten Filme sind Alice (1988), Faust (1994), Spiklenci slasti (1996) und Otesánek (2000). Letztgenannter Film erhielt 2002 den Böhmischen Löwen, den nationalen Filmpreis Tschechiens.

## Filmografie

### Langfilme
- 1988: Alice (Něco z Alenky)
- 1994: Faust
- 1996: Spiklenci slasti
- 2000: Otesánek
- 2005: Šílení
- 2010: Přežít svůj život
- 2018: Hmyz
- 2022: Kunstkamera

### Kurzfilme
- 1964: Der letzte Trick des Herrn Schwarzewald und des Herrn Edgar (Poslední trik pana Schwarcewalldea a pana Edgara)
- 1965: Johann Sebastian Bach: Fantasia g-moll
- 1965: Spiel mit Steinen (Hra s kameny)
- 1966: Et Cetera
- 1966: Rakvičkárna
- 1967: Historia Naturae, Suita
- 1968: Die Wohnung (Byt)
- 1968: Picknick mit Weismann
- 1968: Zahrada
- 1969: Tichý týden v domě
- 1969: Don Šajn
- 1970: Sedletz-Ossarium (Kostnice)
- 1971: Jabberwocky (Žvahlav aneb Šatičky Slaměného Huberta)
- 1972: Leonardos Tagebuch (Leonardův deník)
- 1977: Otrantský zámek
- 1981: Zánik domu Usherů
- 1982: Tücken des Gesprächs (Možnosti dialogu)
- 1983: Kyvadlo, jáma a nadeje
- 1983: Do pivnice
- 1988: Mužné hry
- 1988: Another Kind of Love
- 1989: Dunkelheit/Licht/Dunkelheit (Tma/Světlo/Tma)
- 1989: Fleischliche Liebe (Zamilované maso)
- 1989: Flora
- 1989: Autoportrét
- 1990: Der Tod des Stalinismus in Böhmen (Konec stalinismu v Čechách)
- 1992: Das kleine Fressen (Jídlo)

## Ausstellungen

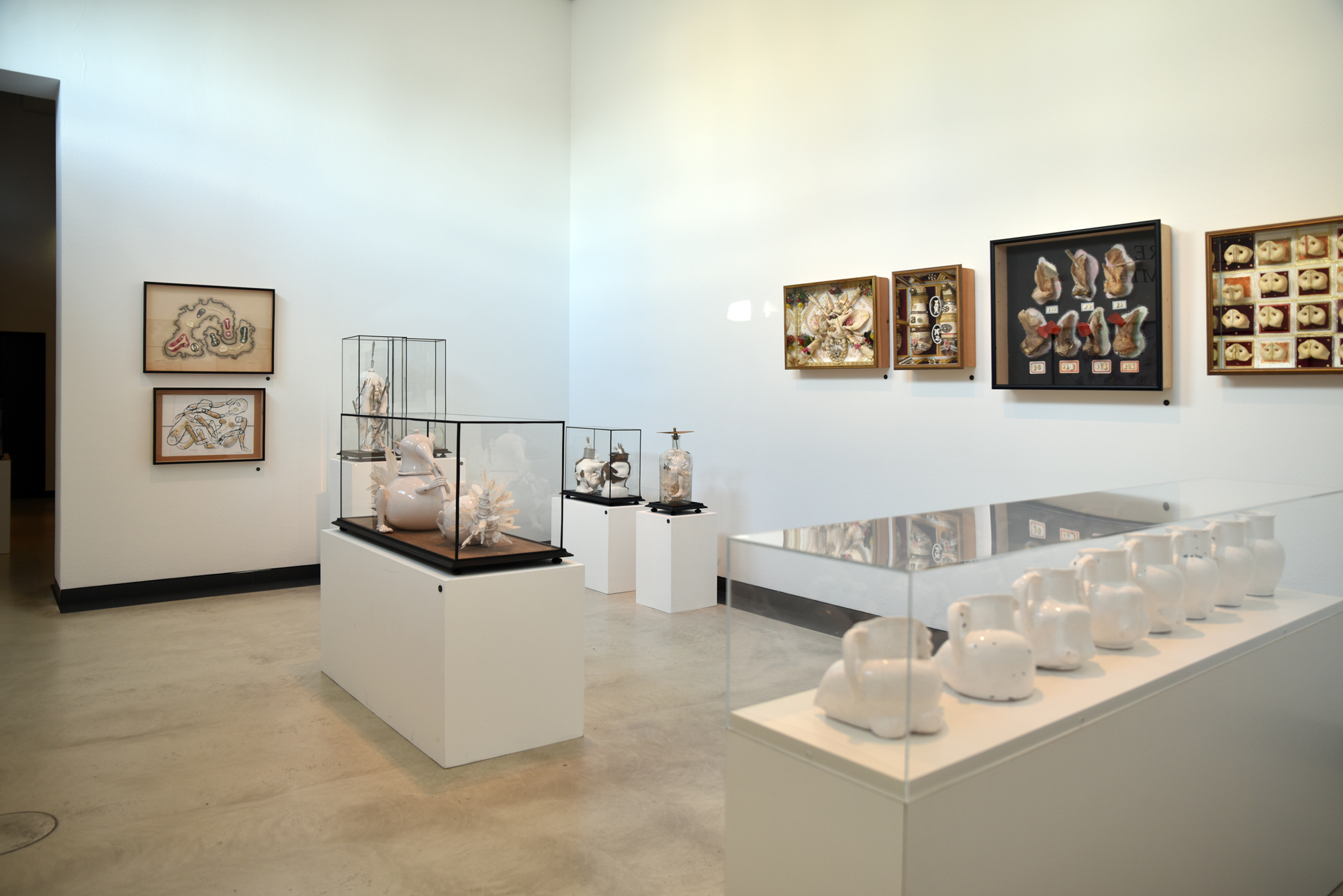
Kunsthalle im Lipsius-Bau Dresden, Move little hands... "Move!" (2020)

- 2009–2010 Wilhelm-Hack-Museum Ludwigshafen, Beteiligung an der Sammelausstellung Gegen jede Vernunft – Surrealismus Paris – Prag
- 2011 Kunsthalle Wien, Das Kabinett des Jan Švankmajer: das Pendel, die Grube und andere Absonderlichkeiten
- 2015 Kunstraum Dornbirn, Das Universum des Jan Svankmajer
- 2018/19 EYE Film Instituut Nederland, The Alchemical Wedding
- 2019/20 Kunsthalle im Lipsius-Bau Dresden, Move little hands... "Move!"